# Rooftops (A Liberation Broadcast)
Rooftops (A Liberation Broadcast) is een nummer van de Welsche rockband Lostprophets uit 2006. Het is de eerste single van hun derde studioalbum Liberation Transmission.
"Rooftops (A Liberation Broadcast)" is wat pop-georiënteerder en melodieuzer dan andere nummers van Lostprophets. Het nummer werd een hit in hun thuisland het Verenigd Koninkrijk, waar het de 8e positie behaalde. In het Nederlandse taalgebied haalde het nummer de hitparades niet.